# Regsvr32
regsvr32 è un'utility eseguibile dalla riga di comando dei sistemi operativi Microsoft Windows per registrare e de-registrare una libreria dll ed un controllo ActiveX nel registro di sistema di Windows.
Per poter usare regsvr32 la dll da registrare deve esportare le funzioni DllRegisterServer e DllUnregisterServer

## Esempi di uso
Questo comando ripristina la possibilità di vedere i files nascosti, a fronte di pulizia di malware o problemi di apertura delle cartelle in finestre separate:
regsvr32 /i shell32.dll
oppure:
regsvr32 shmedia.dll per installare un file
regsvr32 /u shmedia.dll per disinstallare un file
Negli esempi se una copia di shmedia.dll esiste nel path di ricerca di sistema, regsvr32 potrebbe decidere di registrare quella copia piuttosto che quella nella directory corrente.  A questo inconveniente si può ovviare indicando il percorso completo della dll da registrare, oppure usando questa sintassi:
regsvr32 .\shmedia.dll